# De La Rue (cratère)
De La Rue est un cratère d'impact situé au nord-est de la face visible de la Lune. Il est situé à l'extrémité orientale de la Mare Frigoris. Au sud il se trouve le cratère Endymion et au nord, les cratères Strabo et Thales. La paroi interne du cratère De La Rue est de forme circulaire, mais il apparaît fortement érodé et boursouflé donnant un aspect d'une masse désagrégée de collines, avec un sol irrégulier et des encoches de vieux cratères. À l'intérieur on remarque la présence d'un craterlet en forme de bol dénommé cratère satellite "De La Rue J".
En 1935, l'union astronomique internationale a donné le nom de l'astronome, originaire de Guernesey, Warren de la Rue à ce cratère lunaire.

## Cratères satellites
Les cratères dit satellites sont de petits cratères craterlets situés à proximité du cratère principal, ils sont nommés du même nom mais accompagné d'une lettre majuscule complémentaire (même si la formation de ces cratères est indépendante de la formation du cratère principal). Par convention ces caractéristiques sont indiquées sur les cartes lunaires en plaçant la lettre sur le point le plus proche du cratère principal. Liste des cratères satellites de De La Rue :
| De La Rue | Latitude | Longitude | Diamètre |
| --------- | -------- | --------- | -------- |
| D         | 56.8° N  | 46.2° E   | 17 km    |
| E         | 56.8° N  | 49.7° E   | 32 km    |
| J         | 59.0° N  | 52.8° E   | 14 km    |
| P         | 60.5° N  | 61.4° E   | 10 km    |
| Q         | 61.5° N  | 60.5° E   | 10 km    |
| R         | 62.1° N  | 61.1° E   | 9 km     |
| S         | 62.9° N  | 61.6° E   | 12 km    |
| W         | 55.7° N  | 46.9° E   | 18 km    |